# Metriocnemus brevicornis
Metriocnemus brevicornis är en tvåvingeart som först beskrevs av Jean-Jacques Kieffer 1923.  Metriocnemus brevicornis ingår i släktet Metriocnemus och familjen fjädermyggor.
Artens utbredningsområde är Tyskland. Inga underarter finns listade i Catalogue of Life.